# Colin Wilson
Colin Wilson (Leicester, 1931. június 26. – 2013. december 5.) angol író.

## Életrajza
Reinhold Alfréd (Alfred Reynolds) angol író és magyar költő fölfedezettjeként és tanítványaként, első nagy sikerű esszékötetét 1956-ban jelentette meg The Outsider (Az Idegen) címmel Reinhold Pilate's Questions című esszékötetére való válaszadásképpen.

## Művei
- The Outsider (1956)
- Religion and the Rebel (1957)
- "The Frenchman" (short story, Evening Standard August 22, 1957)
- The Age of Defeat (US title The Stature of Man) (1959)
- Ritual in the Dark (1960)
- Encyclopedia of Murder (with Patricia Pitman, 1961)
- Adrift in Soho (1961)
- "Watching the Bird" (short story, Evening News September 12, 1961)
- "Uncle Tom and the Police Constable" (short story, Evening News October 23, 1961)
- "He Could not Fail" (short story, Evening News December 29, 1961)
- The Strength to Dream: Literature and the Imagination (1962)
- "Uncle and the Lion" (short story, Evening News September 28, 1962)
- "Hidden Bruise" (short story, Evening News December 3, 1962)
- Origins of the Sexual Impulse (1963)
- The World of Violence (US title The Violent World of Hugh Greene) (1963)
- Man Without a Shadow (US title The Sex Diary of Gerard Sorme) (1963)
- "The Wooden Cubes" (short story, Evening News June 27, 1963)
- Rasputin and the Fall of the Romanovs (1964)
- Brandy of the Damned (1964; later expanded and reprinted as Chords and Discords/Colin Wilson On Music)
- Necessary Doubt (1964)
- Beyond the Outsider (1965)
- Eagle and Earwig (1965)
- Sex and the Intelligent Teenager (1966)
- Introduction to the New Existentialism (1966)
- The Glass Cage (1966)
- The Mind Parasites (1967)
- Voyage to a Beginning (1969)
- A Casebook of Murder (1969)
- Bernard Shaw: A Reassessment (1969)
- The Philosopher's Stone (1969) ISBN 978-0-213-17790-4
- The Return of the Lloigor (first published 1969 in the anthology Tales of the Cthulhu Mythos; revised separate edition, Village Press, London, 1974).
- Poetry and Mysticism (1969; subsequently significantly expanded in 1970)
- "The Return of the Lloigor" (short story in Tales of the Cthulhu Mythos, edited by August Derleth, 1969; later revised and published as a separate book)
- L'amour: The Ways of Love (1970)
- The Strange Genius of David Lindsay (with E. H. Visiak and J.B. Pick, 1970)
- Strindberg (1970)
- The God of the Labyrinth (US title The Hedonists) (1970)
- The Killer (US title Lingard) (1970)
- The Occult: A History (1971)
- The Black Room (1971)
- Order of Assassins: The Psychology of Murder (1972)
- New Pathways in Psychology: Maslow and the Post-Freudian Revolution (1972)
- Strange Powers (1973)
- "Tree" by Tolkien (1973)
- Hermann Hesse (1974)
- Wilhelm Reich (1974)
- Jorge Luis Borges (1974)
- Hesse-Reich-Borges: Three Essays (1974)
- Ken Russell: A Director in Search of a Hero (1974)
- A Book of Booze (1974)
- The Schoolgirl Murder Case (1974)
- The Unexplained (1975)
- Mysterious Powers (US title They Had Strange Powers) (1975)
- The Craft of the Novel (1975)
- Enigmas and Mysteries (1975)
- The Geller Phenomenon (1975)
- The Space Vampires (1976)
- Colin Wilson's Men of Mystery (US title Dark Dimensions) (with various authors, 1977)
- Mysteries (1978)
- Mysteries of the Mind (with Stuart Holroyd, 1978)
- The Haunted Man: The Strange Genius of David Lindsay (1979)
- "Timeslip" (short story in Aries I, edited by John Grant, 1979)
- Science Fiction as Existentialism (1980)
- Starseekers (1980)
- Frankenstein's Castle: the Right Brain-Door to Wisdom (1980)
- The Book of Time, edited by John Grant and Colin Wilson (1980)
- The War Against Sleep: The Philosophy of Gurdjieff (1980)
- The Directory of Possibilities, edited by Colin Wilson and John Grant (1981)
- Poltergeist!: A Study in Destructive Haunting (1981)
- Anti-Sartre, with an Essay on Camus (1981)
- The Quest for Wilhelm Reich (1982)
- The Goblin Universe (with Ted Holiday, 1982)
- Access to Inner Worlds: The Story of Brad Absetz (1983)
- Encyclopedia of Modern Murder, 1962-82 (1983)
- "A Novelization of Events in the Life and Death of Grigori Efimovich Rasputin," in Tales of the Uncanny (Reader's Digest Association, 1983; an abbreviated version of the later The Magician from Siberia)
- The Psychic Detectives: The Story of Psychometry and Paranormal Crime Detection (1984)
- [A Criminal History of Mankind][1] (1984), revised and updated (2005)
- Lord of the Underworld: Jung and the Twentieth Century (1984)
- The Janus Murder Case (1984)
- The Bicameral Critic (1985)
- The Essential Colin Wilson (1985)
- Rudolf Steiner: The Man and His Vision (1985)
- Afterlife: An Investigation of the Evidence of Life After Death (1985)
- The Personality Surgeon (1985)
- An Encyclopedia of Scandal. Edited by Colin Wilson and Donald Seaman (1986)
- The Book of Great Mysteries. Edited by Colin Wilson and Dr. Christopher Evans (1986)
- An Essay on the 'New' Existentialism (1988)
- The Laurel and Hardy Theory of Consciousness (1986)
- Spider World: The Tower (1987)
- Spider World: The Delta (1987)
- Marx Refuted – The Verdict of History, edited by Colin Wilson (with contributions also) and Ronald Duncan, Bath, (UK), (1987), ISBN 0-906798-71-X
- Aleister Crowley: The Nature of the Beast (1987)
- The Musician as 'Outsider'. (1987)
- The Encyclopedia of Unsolved Mysteries (with Damon Wilson, 1987)
- Jack the Ripper: Summing Up and Verdict (with Robin Odell, 1987)
- Autobiographical Reflections (1988)
- The Misfits: A Study of Sexual Outsiders (1988)
- Beyond the Occult (1988)
- The Mammoth Book of True Crime (1988)
- The Magician from Siberia (1988)
- The Decline and Fall of Leftism (1989)
- Written in Blood: A History of Forensic Detection (1989)
- Existentially Speaking: Essays on the Philosophy of Literature (1989)
- Serial Killers: A Study in the Psychology of Violence (1990)
- Spider World: The Magician (1992)
- Mozart's Journey to Prague (1992)
- The Strange Life of P.D. Ouspensky (1993)
- Unsolved Mysteries (with Damon Wilson, 1993)
- Outline of the Female Outsider (1994)
- A Plague of Murder (1995)
- From Atlantis to the Sphinx (1996)
- An Extraordinary Man in the Age of Pigmies: Colin Wilson on Henry Miller (1996)
- The Atlas of Sacred Places (1997)
- Below the Iceberg: Anti-Sartre and Other Essays (reissue with essays on postmodernism, 1998)
- The Corpse Garden (1998)
- The Books in My Life (1998)
- Alien Dawn (1999)
- The Devil's Party (US title Rogue Messiahs) (2000)
- The Atlantis Blueprint (with Rand Flem-Ath, 2000)
- Illustrated True Crime: A Photographic History (2002)
- The Tomb of the Old Ones (with John Grant, 2002)
- Spider World: Shadowlands (2002)
- Dreaming To Some Purpose (2004)
- World Famous UFOs (2005)
- Atlantis and the Kingdom of the Neanderthals (2006)
- Crimes of Passion: The Thin Line Between Love and Hate (2006)
- The Angry Years: The Rise and Fall of the Angry Young Men (2007)
- Manhunters: Criminal Profilers & Their Search for the World's Most Wanted Serial Killers (2007)
- Super Consciousness (2009)

## Kiadatlan művei
- The Anatomy of Human Greatness (non-fiction, written 1964; Maurice Bassett plans to publish this work electronically)
- Metamorphosis of the Vampire (fiction, written 1992-94)

## Magyarul
- Életerő. Az üstökös visszatér...; ford. Kornya Zsolt; Valhalla Páholy, Bp., 1994

## Külső hivatkozások
- Colin Wilson World – admirer-run site with some Wilson contributions (angolul)
- The Colin Wilson Page – This was the first Colin Wilson site, first set up in 1996. It is no longer available, but is still archived by the Wayback Machine (angolul)
- Abraxas – Wilson-related journal (angolul)
- The Phenomenology of Excess A multimedia Colin Wilson site, approved by its subject (angolul)
- Audio Interview by William H. Kennedy Sphinx Radio, 9/28/2008 (angolul)
- Interview by Gary Lachman, Fortean Times, October 2004 (angolul)
- Colin Wilson's August 2005 interview @ The New York Times (angolul)
- Creel Commission Interview with Colin Wilson (angolul)
- The Sons of TC Lethbridge – Colin's collaboration with the prog-rock band 'The Sons of TC Lethbridge' (angolul)
- Harry Ritchie, 'Look back in wonder', The Guardian (Review section) (Saturday, 12 August 2006) (angolul)
- Entry in The Literary Encyclopedia by Colin Stanley (angolul)
- Colin Wilson interviewed on poetry and the peak experience (angolul)
- Colin Wilson at the Internet Speculative Fiction Database (angolul)
- Lyrics (angolul)